# يونتشنغ
يونتشنغ (بالصينية: 运城市 )‏ هي مدينة على مستوى محافظة، في جمهورية الصين الشعبية، تتبع شانسي، تبلغ مساحتها 14,106 كيلومتر مربع، رمزها البريدي هو 044000.

## المناخ
يظهر الجدول التالي التغييرات المناخية على مدار السنة ليونتشنغ:
| البيانات المناخية لـيونتشنغ                 | البيانات المناخية لـيونتشنغ | البيانات المناخية لـيونتشنغ | البيانات المناخية لـيونتشنغ | البيانات المناخية لـيونتشنغ | البيانات المناخية لـيونتشنغ | البيانات المناخية لـيونتشنغ | البيانات المناخية لـيونتشنغ | البيانات المناخية لـيونتشنغ | البيانات المناخية لـيونتشنغ | البيانات المناخية لـيونتشنغ | البيانات المناخية لـيونتشنغ | البيانات المناخية لـيونتشنغ | البيانات المناخية لـيونتشنغ |
| الشهر                                       | يناير                       | فبراير                      | مارس                        | أبريل                       | مايو                        | يونيو                       | يوليو                       | أغسطس                       | سبتمبر                      | أكتوبر                      | نوفمبر                      | ديسمبر                      | المعدل السنوي               |
| ------------------------------------------- | --------------------------- | --------------------------- | --------------------------- | --------------------------- | --------------------------- | --------------------------- | --------------------------- | --------------------------- | --------------------------- | --------------------------- | --------------------------- | --------------------------- | --------------------------- |
| الدرجة القصوى °م (°ف)                       | 16.4 (61.5)                 | 25.2 (77.4)                 | 29.6 (85.3)                 | 37.6 (99.7)                 | 40.2 (104.4)                | 42.7 (108.9)                | 41.4 (106.5)                | 40.8 (105.4)                | 40.0 (104.0)                | 33.2 (91.8)                 | 25.3 (77.5)                 | 17.5 (63.5)                 | 42.7 (108.9)                |
| متوسط درجة الحرارة الكبرى °م (°ف)           | 4.7 (40.5)                  | 8.5 (47.3)                  | 14.3 (57.7)                 | 21.8 (71.2)                 | 27.4 (81.3)                 | 31.8 (89.2)                 | 32.6 (90.7)                 | 31.4 (88.5)                 | 26.3 (79.3)                 | 20.2 (68.4)                 | 12.4 (54.3)                 | 6.3 (43.3)                  | 19.8 (67.6)                 |
| المتوسط اليومي °م (°ف)                      | −0.9 (30.4)                 | 2.7 (36.9)                  | 8.3 (46.9)                  | 15.4 (59.7)                 | 20.9 (69.6)                 | 25.8 (78.4)                 | 27.4 (81.3)                 | 26.3 (79.3)                 | 20.9 (69.6)                 | 14.5 (58.1)                 | 6.8 (44.2)                  | 0.5 (32.9)                  | 14.1 (57.3)                 |
| متوسط درجة الحرارة الصغرى °م (°ف)           | −5.6 (21.9)                 | −2.3 (27.9)                 | 3.0 (37.4)                  | 9.3 (48.7)                  | 14.4 (57.9)                 | 19.8 (67.6)                 | 22.7 (72.9)                 | 21.9 (71.4)                 | 16.4 (61.5)                 | 9.7 (49.5)                  | 2.1 (35.8)                  | −4.1 (24.6)                 | 8.9 (48.1)                  |
| أدنى درجة حرارة °م (°ف)                     | −18.9 (−2.0)                | −16.2 (2.8)                 | −10.8 (12.6)                | −5.0 (23.0)                 | 2.9 (37.2)                  | 11.0 (51.8)                 | 15.4 (59.7)                 | 12.3 (54.1)                 | 2.6 (36.7)                  | −4.9 (23.2)                 | −11.6 (11.1)                | −16.0 (3.2)                 | −18.9 (−2.0)                |
| الهطول مم (إنش)                             | 5.0 (0.20)                  | 6.6 (0.26)                  | 20.1 (0.79)                 | 38.1 (1.50)                 | 46.6 (1.83)                 | 65.1 (2.56)                 | 110.0 (4.33)                | 82.2 (3.24)                 | 79.2 (3.12)                 | 51.7 (2.04)                 | 20.2 (0.80)                 | 4.6 (0.18)                  | 529.4 (20.85)               |
| متوسط أيام هطول الأمطار (≥ 0.1 mm)          | 2.8                         | 3.0                         | 4.8                         | 6.4                         | 7.6                         | 8.0                         | 9.7                         | 8.7                         | 9.0                         | 7.6                         | 4.7                         | 2.4                         | 74.7                        |
| متوسط الرطوبة النسبية (%)                   | 57                          | 54                          | 57                          | 57                          | 57                          | 56                          | 67                          | 68                          | 69                          | 67                          | 66                          | 61                          | 61                          |
| ساعات سطوع الشمس الشهرية                    | 149.0                       | 147.1                       | 166.0                       | 199.6                       | 232.9                       | 226.6                       | 227.7                       | 223.8                       | 177.0                       | 166.7                       | 151.5                       | 150.7                       | 2٬218٫6                     |
| نسبة وصول أشعة الشمس                        | 48                          | 48                          | 45                          | 51                          | 54                          | 52                          | 52                          | 54                          | 48                          | 48                          | 49                          | 50                          | 50                          |
| المصدر: China Meteorological Administration |                             |                             |                             |                             |                             |                             |                             |                             |                             |                             |                             |                             |                             |

## التقسيمات الإدارية
- Yanhu District [الإنجليزية]‏
- Linyi County, Shanxi [الإنجليزية]‏
- Wanrong County [الإنجليزية]‏
- Wenxi County [الإنجليزية]‏
- Jishan County [الإنجليزية]‏
- Xinjiang County [الإنجليزية]‏
- Jiang County [الإنجليزية]‏
- Yuanqu County [الإنجليزية]‏
- Xia County [الإنجليزية]‏
- Pinglu County [الإنجليزية]‏
- Ruicheng County [الإنجليزية]‏
- يونغ جي، شانشى
- هيجين.